# Tarragona
Tarragona je přístavní město v autonomní oblasti Katalánsko na severovýchodě Španělska, středisko stejnojmenné provincie. Podle odhadů zde v roce 2016 žilo více než 130 000 obyvatel, v celé metropolitní oblasti pak přes 450 000 obyvatel. Ve starověku byla (pod latinským názvem Tarraco) centrem římské provincie Hispania Tarraconensis. Ve městě lze dosud najít mnoho starověkých památek, které byly zapsány na seznam UNESCO.
V ekonomice města hraje klíčovou roli chemický průmysl, množství podniků se nachází ve městě a v blízkém okolí.

## Historie

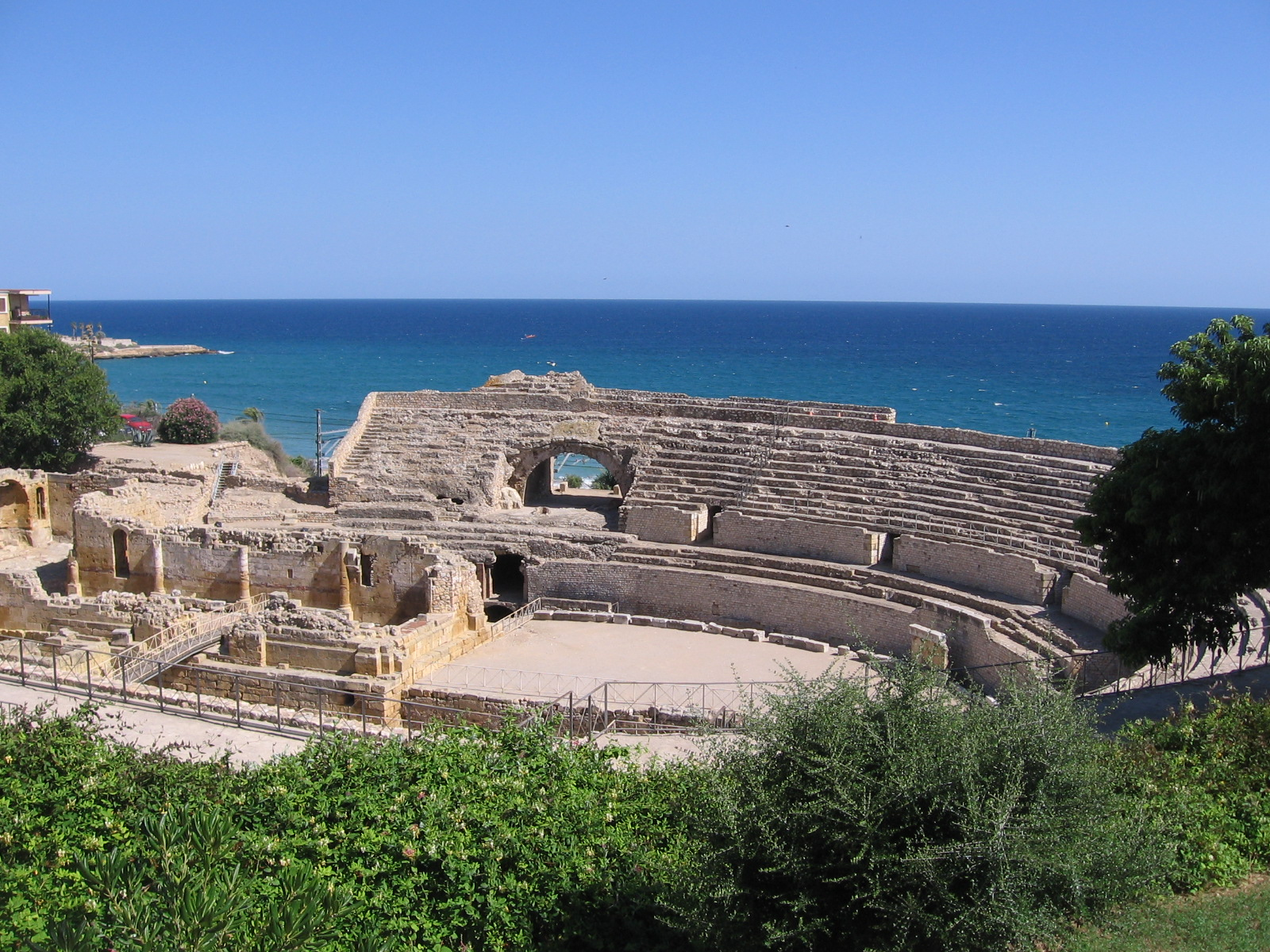
amfiteátr

Tarragona byla v období Římského impéria největším a nejkulturnějším městem na Iberském poloostrově. Původně místo obývali Iberové, později Kartáginci. Římané zde vybudovali opevněné město (Tarraco) s řadou chrámů a památníků, které mělo v dobách největšího rozvoje okolo 250 000 obyvatel. Nejprve Vizigóti a později Arabové město přeměnili na dějiště bojů a většinu staveb zničili. Během Španělské války za nezávislost bylo město od 3. května do 28. června 1811 obléháno a následně dobyto francouzským vojskem.

## Město, památky a zajímavosti

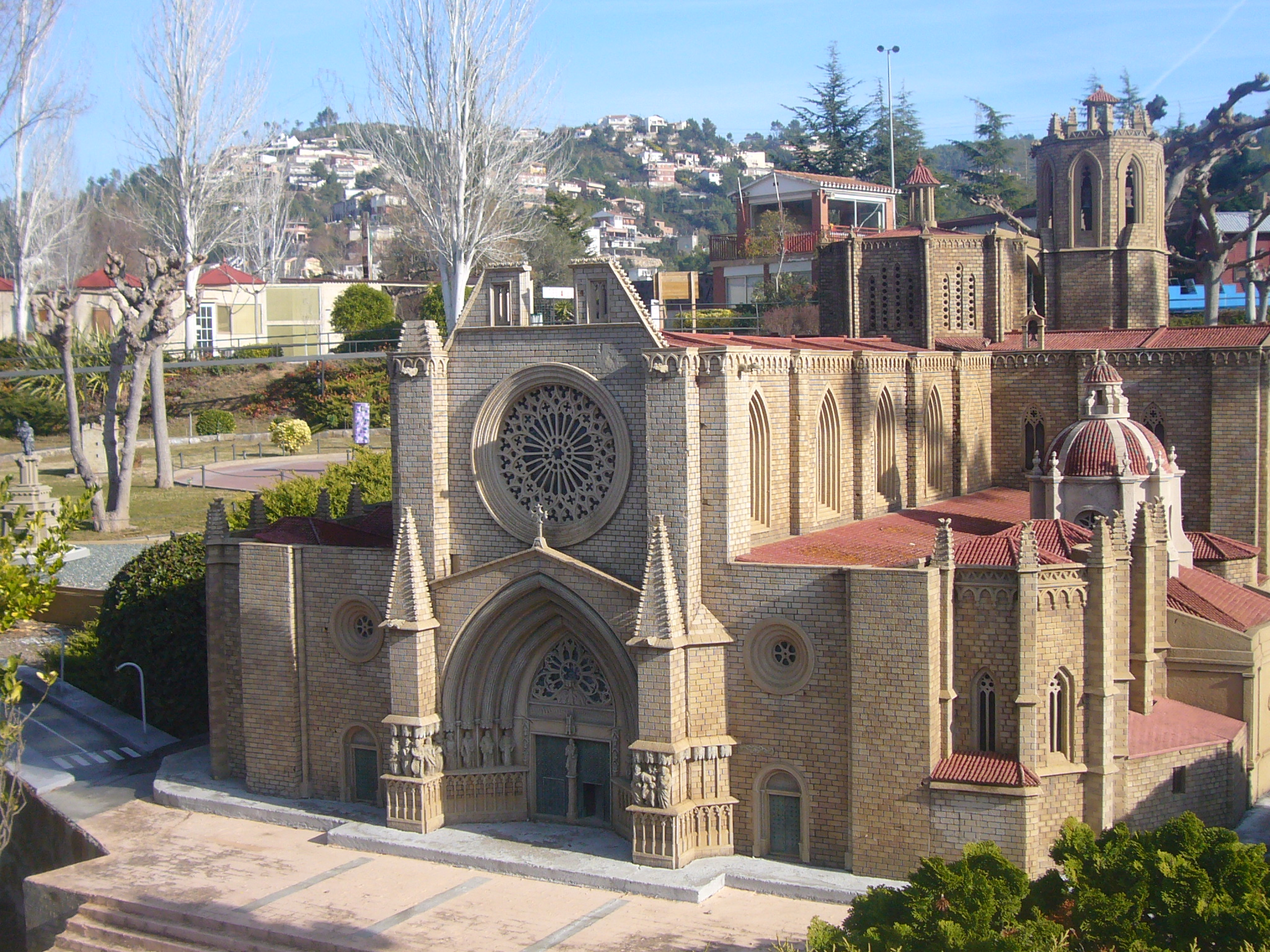
Catedral de Tarragona

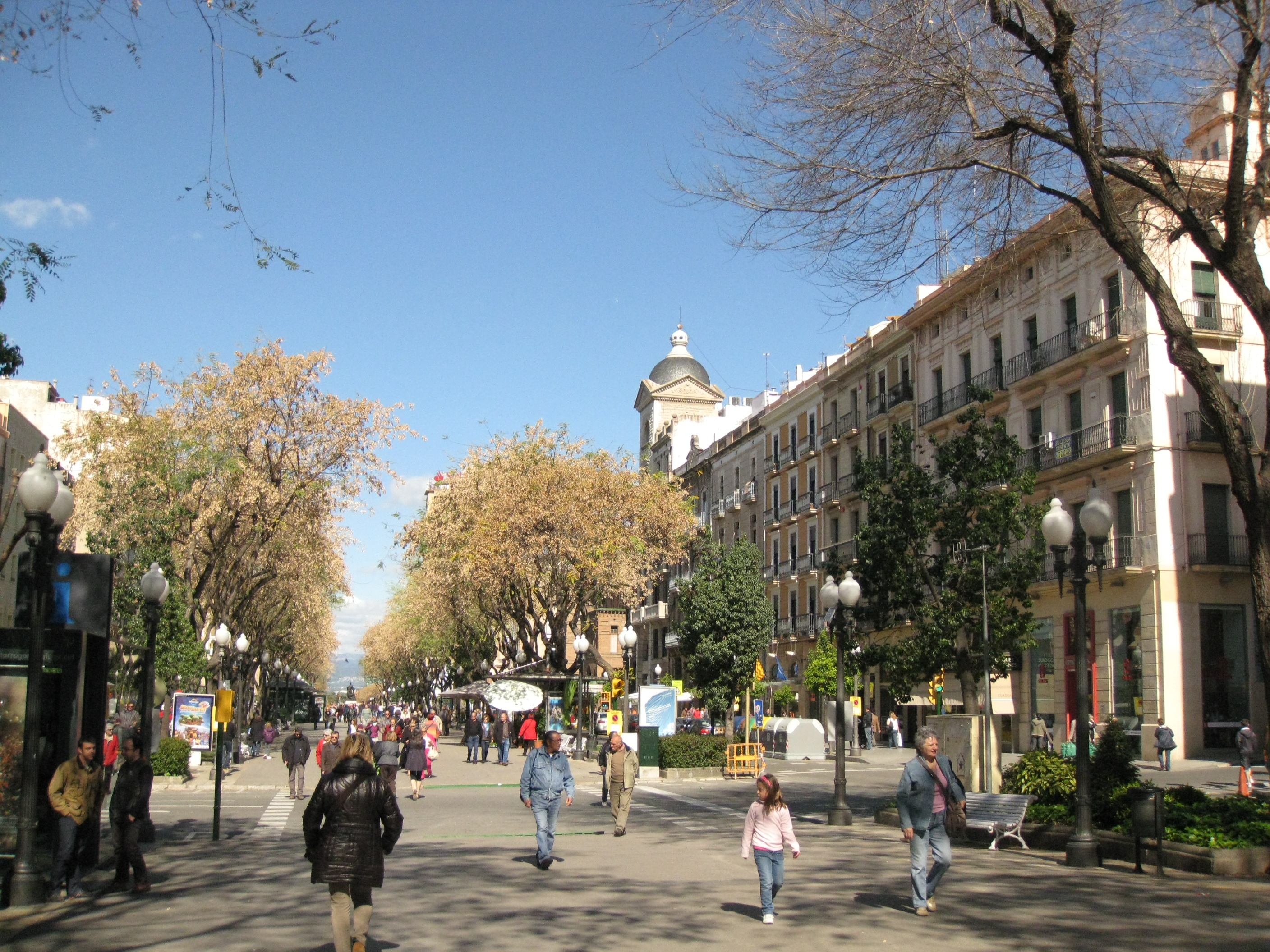
třída Rambla Nova

Střed města se nachází na Starém Městě, hlavním náměstím je Placa De La Font. V severozápadní části náměstí stojí budova tarragonské radnice. Katedrála leží v severovýchodní části Starého Města. Jižně od Starého Města se nachází jedna z hlavních tarragonských ulic Rambla Nova, široká třída s řadou obchodů a restaurací obklopená domy z 19. století.
- Amfiteátr na pobřeží Costa Dorada[p 1]
- Zbytky římské městské zdi[p 1]
- Trosky římské závodní dráhy[p 1]
- Staré město (Casc Antic) s pozůstatky starověkého divadla, fóra[p 1]
- Katedrála (Catedral de Tarragona), románsko-gotická stavba z 12 až 13. století
- Korzo Rambla Nova
- Náměstí Placa De La Font, s budovou radnice (Ajuntament de Tarragona), stavbou z 19. století v eklektickém stylu
- Portal de Sant Antoni, městská brána v hradbách, barokní, z roku 1737
- El Mercat Central, budova městské tržnice, z roku 1915 v modernistickém stylu
- Muzeum moderního umění (Museu d'Art Modern de Tarragona), v historickém domě Casa Martí z 18. století
- Stavění lidských hradů Castells.
- 23. září každého roku zde vrcholí velkolepý svátek sv. Tekly

## Doprava
Tarragona je spojena rychlovlaky AVE s Madridem a Barcelonou, vlaky Euromed s Valencií a místními spoji také s Tortosou a přes Reus a Caspe se Zaragozou.

## Znak města
Tarragona nevlastní ani oficiální znak ani oficiální vlajku. Přesto existují varianty, které místní správa toleruje a návrhy Katalánské společnosti pro genealogii a heraldiku.

Znak města Tarragona (nebyl uznán)
Návrh na oficiální znak města Tarragona
vlajka města Tarragona (nebyla uznána)

## Partnerská města
- Alghero, Sardinie, Itálie, 1972
- Avignon, Francie, 1968
- Štýrský Hradec, Rakousko, 1996
- Orléans, Francie, 1978
- Pompeje, Itálie, 2006
- Stafford, Velká Británie, 1992